# Сибила Баварска
Сибила Баварска (на немски: Sibylle von Bayern; * 16 юни 1489; † 18 април 1519, Хайделберг) от фамилията Вителсбахи, е принцеса на Бавария-Мюнхен и чрез женитба курфюрстиня на Пфалц.

## Живот
Тя е втората дъщеря на херцог Албрехт IV от Бавария-Мюнхен (1447 – 1508) и съпругата му ерцхерцогиня Кунигунда Австрийска (1465 – 1520), дъщеря на император Фридрих III и неговата съпруга инфанта Елеонора-Елена Португалска.
Сибила се омъжва на 23 февруари 1511 г. в Хайделберг за курфюрст Лудвиг V от Пфалц (1478 – 1544). Преди това той е бил сгоден за нейната най-голяма сестра Сидония (1488 – 1505), но тя умира през 1505 г. Бракът е бездетен.
Сибила е погребана в църквата „Св. Дух“ в Хайделберг.